# Lotus 48
La Lotus 48 è una vettura per la Formula 2 progettata da Colin Chapman che utilizzava il motore da 1.600 cm³ Ford FVA. La vettura venne utilizzata nei campionati degli anni che vanno dal 1967 al 1970.
Nel campionato della Formula 2 ottenne diverse vittorie e si dimostrò una vettura riuscita. La vettura partecipò ad una gara del campionato di Formula 1, il GP di Germania del 1967, dove giunse quinta con ai comandi Jackie Oliver.
La Lotus 48 è purtroppo famosa per essere l'auto con la quale perse la vita Jim Clark.